# SK Olomouc ASO
SK Olomouc ASO byl český fotbalový klub z Olomouce. Vznikl 1. října 1912 pod názvem SK Olomouc. Od roku 1937 začal klub finančně podporovat olomoucký velkoobchodník Josef Ander, jehož obchodní domy ASO byly ve všech velkých městech první republiky (v Praze na Národní třídě) a do názvu byla vložena zkratka jeho firmy ASO - Ander a Syn Olomouc. V roce 1951 klub zanikl.

## Historické názvy
- 1912 – SK Olomouc (Sportovní klub Olomouc)
- 1937 – SK Olomouc ASO (Sportovní klub Olomouc Ander a Syn Olomouc)
- 1948 – Sokol Olomouc ASO (Sokol Olomouc Ander a Syn Olomouc)
- 1949 – Sokol OD Olomouc (Sokol Obchodní domy Olomouc)

## Úspěchy A–týmu
| Domácí medaile (1)                                             |
| - Český fotbalový pohár (1× vítěz) - – SK Olomouc ASO: 1939/40 |

## Nejznámější hráči
- Ludvík Hendrych - nejvíc ligových startů (93)
- Otto Nožíř
- Antonín Rýgr - nejvíc ligových gólů (29)
- Jan Šimek  (18 vstřelených branek za SK Olomouc ASO v Českomoravské Národní lize v ročníku 1941/42)
- Josef Zoubek  (11 vstřelených branek za SK Olomouc ASO v Českomoravské Národní lize v ročníku 1941/42)

## Umístění v jednotlivých sezonách
Legenda: Z - zápasy, V - výhry, R - remízy, P - porážky, VG - vstřelené góly, OG - obdržené góly, +/- - rozdíl skóre, B - body, červené podbarvení - sestup, zelené podbarvení - postup, fialové podbarvení - reorganizace, změna skupiny či soutěže
| Československo (1936 – 1938)             |                           |                           |                           |                           |                           |                           |                           |                           |                           |                           |                           |
| Sezóna                                   | Liga                      | Úroveň                    | Z                         | V                         | R                         | P                         | VG                        | OG                        | +/-                       | B                         | Pozice                    |
| 1936/37                                  | Moravskoslezská divize    | 2                         | 22                        | 5                         | 3                         | 14                        | 36                        | 54                        | -18                       | 13                        | 11.                       |
| 1937/38                                  | Moravskoslezská divize    | 2                         | 26                        | 15                        | 5                         | 6                         | 86                        | 42                        | +44                       | 35                        | 3.                        |
| 1938/39                                  | Moravskoslezská divize    | 2                         | 22                        | 17                        | 4                         | 1                         | 83                        | 22                        | +61                       | 38                        | 2.                        |
| Protektorát Čechy a Morava (1939 – 1944) |                           |                           |                           |                           |                           |                           |                           |                           |                           |                           |                           |
| 1939/40                                  | Moravskoslezská divize    | 2                         | 22                        | 17                        | 1                         | 4                         | 115                       | 31                        | +84                       | 35                        | 2.                        |
| 1940/41                                  | Moravskoslezská divize    | 2                         | 26                        | 23                        | 0                         | 3                         | 144                       | 25                        | +119                      | 46                        | 1.                        |
| 1941/42                                  | Národní liga              | 1                         | 22                        | 8                         | 3                         | 11                        | 52                        | 63                        | -11                       | 19                        | 10.                       |
| 1942/43                                  | Národní liga              | 1                         | 22                        | 9                         | 3                         | 10                        | 59                        | 53                        | +6                        | 21                        | 7.                        |
| 1943/44                                  | Národní liga              | 1                         | 26                        | 9                         | 2                         | 15                        | 47                        | 75                        | -28                       | 20                        | 12.                       |
| 1944/45                                  | Fotbalová liga se nehrála | Fotbalová liga se nehrála | Fotbalová liga se nehrála | Fotbalová liga se nehrála | Fotbalová liga se nehrála | Fotbalová liga se nehrála | Fotbalová liga se nehrála | Fotbalová liga se nehrála | Fotbalová liga se nehrála | Fotbalová liga se nehrála | Fotbalová liga se nehrála |
| Československo (1945 – 1951)             |                           |                           |                           |                           |                           |                           |                           |                           |                           |                           |                           |
| 1945/46                                  | Moravskoslezská divize    | 2                         | 30                        | 23                        | 2                         | 5                         | 132                       | 45                        | +87                       | 48                        | 1.                        |
| 1946/47                                  | Státní liga               | 1                         | 26                        | 10                        | 2                         | 14                        | 44                        | 57                        | -13                       | 22                        | 12.                       |
| 1947/48                                  | Moravskoslezská divize    | 2                         | 30                        | 16                        | 5                         | 9                         | 93                        | 58                        | +35                       | 37                        | 4.                        |
| 1948                                     | Zemská soutěž – sk. C     | 2                         | 11                        | 5                         | 1                         | 5                         | 24                        | 29                        | -5                        | 11                        | 6.                        |
| 1949                                     | Oblastní soutěž – sk. C   | 2                         | 26                        | 15                        | 3                         | 8                         | 84                        | 49                        | +35                       | 33                        | 4.                        |
| 1950                                     | Oblastní soutěž – sk. C   | 3                         | 22                        | 9                         | 3                         | 10                        | 54                        | 39                        | +15                       | 21                        | 6.                        |